# Александар Митрович
Александар Митрович  (серб. Aleksandar Mitrović / Александар Митровић, нар. 16 вересня 1994, Смедереве) — сербський футболіст, нападник клубу «Аль-Гіляль» та національної збірної Сербії.

## Клубна кар'єра
Вихованець футбольної школи «Партизана». Перш ніж потрапити до першої команди, 2011 року Митрович був відданий в партнерський клуб «Телеоптик», в якому провів один сезон, взявши участь у 25 матчах другого дивізіону країни.
27 червня 2012 року Александар підписав чотирирічний контракт з «Партизаном». Він результативно дебютував за свій новий клуб у матчі кваліфікаційного раунду Ліги чемпіонів проти «Валлетти». Свій перший гол у сербській Суперлізі Александар забив 26 серпня в матчі проти «Ягодини». За підсумками сезону 2012/13 Митрович провів двадцять п'ять матчів і забив десять голів, увійшовши у Команду року.
12 серпня 2013 року уклав контракт з бельгійським «Андерлехтом», що заплатив за гравця 5 млн євро. У складі брюссельців провів наступні два роки своєї кар'єри гравця. Граючи у складі «Андерлехта» також здебільшого виходив на поле в основному складі команди і був серед найкращих голеодорів, відзначаючись забитим голом у середньому щонайменше у другій третій грі чемпіонату. У 2014 році виграв з командою чемпіонат і Суперкубок Бельгії.
21 липня 2015 року перейшов за 13 мільйонів фунтів в «Ньюкасл Юнайтед». Контракт підписаний строком на 5 років. Перший гол забив 3 жовтня 2015 року у 8 турі чемпіонату Англії проти «Манчестер Сіті» на 17-й хвилині (1:6). У перші два сезони серб стабільно залучався до матчів «сорок», але у третьому втратив місце у основі, через що 1 лютого 2018 року був відданий в оренду в клуб Чемпіоншипу «Фулгем», який очолював його співвітчизник Славиша Йоканович. До кінця сезону відіграв за лондонський клуб 17 матчів в національному чемпіонаті, в яких забив 12 голів і допоміг йому повернутись в Прем'єр-лігу.
30 липня 2018 Александар та «Фулгем» уклали повноцінний контракт. Згодом сторони пролонгували термін його дії до червня 2023 року.
У 2022 році став переможцем Чемпіоншипу, при цьому встановив новий рекорд результативності турніру, забивши 43 м'ячі в 44 матчах.
19 серпня 2023 року серб перейшов до клубу «Аль-Гіляль». 23 жовтня 2023 відзначився першим хет-триком у новій команді на стадії групового раунду Ліга чемпіонів АФК в переможній грі 6–0 проти індійського клубу «Мумбай Сіті».

## Виступи за збірні
2011 року дебютував у складі юнацької збірної Сербії, взяв участь у 10 іграх на юнацькому рівні, відзначившись 7 забитими голами. Був одним з героїв кваліфікації юнацького чемпіонату Європи 2012 року, він забив чотири голи. У фінальній стадії він не зміг проявити себе. У 2013 році він знову взяв участь у юнацькому чемпіонаті Європи і став чемпіоном зі своєю збірною.
За сербську молодіжну збірну Митрович провів п'ять матчів і забив чотири голи. Два голи були забиті 26 березня 2013 року в матчі проти молодіжної збірної Болгарії.
Протягом 2013–2014 років залучався до складу молодіжної збірної Сербії, у складі якої провів п'ять матчів і забив чотири голи. Два голи були забиті 26 березня 2013 року в матчі проти молодіжної збірної Болгарії.
7 червня 2013 року дебютував в офіційних іграх у складі національної збірної Сербії в матчі проти збірної Бельгії. Перший гол за національну команду провів 6 вересня 2013 року у відбірному матчі до ЧС-2014 проти збірної Хорватії 1–1.
У складі збірної був учасником чемпіонату світу 2018 року у Росії та Катарі в 2022 році. Наразі нападник є кращим бомбардиром збірної Сербії в історії (57 голів).
| Дата       | Місто         | Господарі   | Результат               | Гості       | Турнір                               | Голи | Примітки  |
| ---------- | ------------- | ----------- | ----------------------- | ----------- | ------------------------------------ | ---- | --------- |
| 7-6-2013   | Брюссель      | Бельгія     | 2 – 1                   | Сербія      | Відбір до ЧС 2014                    | -    | 33' - 69' |
| 14-8-2013  | Барселона     | Колумбія    | 1 – 0                   | Сербія      | товариський матч                     | -    | 46'       |
| 6-9-2013   | Белград       | Сербія      | 1 – 1                   | Хорватія    | Відбір до ЧС 2014                    | 1    | 33'       |
| 26-5-2014  | Гаррісон      | Сербія      | 2 – 1                   | Ямайка      | товариський матч                     | -    | 69'       |
| 31-5-2014  | Бріджв'ю      | Панама      | 1 – 1                   | Сербія      | товариський матч                     | -    | 66'       |
| 6-6-2014   | Сан-Паулу     | Бразилія    | 1 – 0                   | Сербія      | товариський матч                     | -    | 81'       |
| 7-9-2014   | Белград       | Сербія      | 1 – 1                   | Франція     | товариський матч                     | -    | 75'       |
| 11-10-2014 | Єреван        | Вірменія    | 1 – 1                   | Сербія      | Відбір до ЧЄ 2016                    | -    | 74'       |
| 14-11-2014 | Белград       | Сербія      | 1 – 3                   | Данія       | Відбір до ЧЄ 2016                    | -    | 66'       |
| 18-11-2014 | Ханья         | Греція      | 0 – 2                   | Сербія      | товариський матч                     | -    |           |
| 29-3-2015  | Лісабон       | Португалія  | 2 – 1                   | Сербія      | Відбір до ЧЄ 2016                    | -    |           |
| 7-6-2015   | Санкт-Пельтен | Сербія      | 4 – 1                   | Азербайджан | товариський матч                     | -    | 73'       |
| 13-6-2015  | Копенгаген    | Данія       | 2 – 0                   | Сербія      | Відбір до ЧЄ 2016                    | -    | 90'       |
| 4-9-2015   | Новий Сад     | Сербія      | 2 – 0                   | Вірменія    | Відбір до ЧЄ 2016                    | -    | 54'       |
| 7-9-2015   | Бордо         | Франція     | 2 – 1                   | Сербія      | товариський матч                     | 1    | 76'       |
| 8-10-2015  | Ельбасан      | Албанія     | 0 – 2                   | Сербія      | Відбір до ЧЄ 2016                    | -    | 90+2'     |
| 11-10-2015 | Белград       | Сербія      | 1 – 2                   | Португалія  | Відбір до ЧЄ 2016                    | -    | 49' - 85' |
| 13-11-2015 | Острава       | Чехія       | 4 – 1                   | Сербія      | товариський матч                     | -    | 20' - 69' |
| 29-3-2016  | Таллінн       | Естонія     | 0 – 1                   | Сербія      | товариський матч                     | -    | 90+1'     |
| 25-5-2016  | Ужице         | Сербія      | 2 – 1                   | Кіпр        | товариський матч                     | 1    | 46'       |
| 31-5-2016  | Новий Сад     | Сербія      | 3 – 1                   | Ізраїль     | товариський матч                     | -    | 79'       |
| 5-6-2016   | Монако        | Сербія      | 1 – 1                   | Росія       | товариський матч                     | 1    | 89'       |
| 5-9-2016   | Белград       | Сербія      | 2 – 2                   | Ірландія    | Відбір до ЧС 2018                    | -    | 59'       |
| 9-10-2016  | Белград       | Сербія      | 3 – 2                   | Австрія     | Відбір до ЧС 2018                    | 2    | 77'       |
| 12-11-2016 | Кардіфф       | Уельс       | 1 – 1                   | Сербія      | Відбір до ЧС 2018                    | 1    | 88'       |
| 15-11-2016 | Харків        | Україна     | 2 – 0                   | Сербія      | товариський матч                     | -    | 69'       |
| 24-3-2017  | Тбілісі       | Грузія      | 1 – 3                   | Сербія      | Відбір до ЧС 2018                    | 1    | 71'       |
| 11-6-2017  | Белград       | Сербія      | 1 – 1                   | Уельс       | Відбір до ЧС 2018                    | 1    |           |
| 2-9-2017   | Белград       | Сербія      | 3 – 0                   | Молдова     | Відбір до ЧС 2018                    | 1    | 82'       |
| 5-9-2017   | Дублін        | Ірландія    | 0 – 1                   | Сербія      | Відбір до ЧС 2018                    | -    | 80'       |
| 6-10-2017  | Відень        | Австрія     | 3 – 2                   | Сербія      | Відбір до ЧС 2018                    | -    |           |
| 9-10-2017  | Белград       | Сербія      | 1 – 0                   | Грузія      | Відбір до ЧС 2018                    | -    | 77'       |
| 10-11-2017 | Гуанчжоу      | КНР         | 0 – 2                   | Сербія      | товариський матч                     | 1    | 85'       |
| 23-3-2018  | Турин         | Сербія      | 1 – 2                   | Марокко     | товариський матч                     | -    |           |
| 27-3-2018  | Лондон        | Нігерія     | 0 – 2                   | Сербія      | товариський матч                     | 2    | 84'       |
| 4-6-2018   | Грац          | Сербія      | 0 – 1                   | Чилі        | товариський матч                     | -    | 84'       |
| 9-6-2018   | Грац          | Сербія      | 5 – 1                   | Болівія     | товариський матч                     | 3    | 70'       |
| 17-6-2018  | Самара        | Коста-Рика  | 0 – 1                   | Сербія      | ЧС 2018 - груповий етап              | -    | 89'       |
| 22-6-2018  | Калінінград   | Сербія      | 1 – 2                   | Швейцарія   | ЧС 2018 - груповий етап              | 1    | 87'       |
| 27-6-2018  | Москва        | Сербія      | 0 – 2                   | Бразилія    | ЧС 2018 - груповий етап              | -    | 71' - 89' |
| 7-9-2018   | Вільнюс       | Литва       | 0 – 1                   | Сербія      | Ліга націй УЄФА 2018-2019 - 1-й етап | -    |           |
| 10-9-2018  | Белград       | Сербія      | 2 – 2                   | Румунія     | Ліга націй УЄФА 2018-2019 - 1-й етап | 2    |           |
| 11-10-2018 | Подгориця     | Чорногорія  | 0 – 2                   | Сербія      | Ліга націй УЄФА 2018-2019 - 1-й етап | 2    | 90+3'     |
| 14-10-2018 | Плоєшті       | Румунія     | 0 – 0                   | Сербія      | Ліга націй УЄФА 2018-2019 - 1-й етап | -    | 80'       |
| 17-11-2018 | Белград       | Сербія      | 2 – 1                   | Чорногорія  | Ліга націй УЄФА 2018-2019 - 1-й етап | 1    | 83'       |
| 20-11-2018 | Белград       | Сербія      | 4 – 1                   | Литва       | Ліга націй УЄФА 2018-2019 - 1-й етап | 1    |           |
| 25-3-2019  | Лісабон       | Португалія  | 1 – 1                   | Сербія      | Відбір до ЧЄ 2020                    | -    |           |
| 7-6-2019   | Львів         | Україна     | 5 – 0                   | Сербія      | Відбір до ЧЄ 2020                    | -    | 53'       |
| 10-6-2019  | Белград       | Сербія      | 4 – 1                   | Литва       | Відбір до ЧЄ 2020                    | 2    | 71'       |
| 7-9-2019   | Белград       | Сербія      | 2 – 4                   | Португалія  | Відбір до ЧЄ 2020                    | 1    |           |
| 10-9-2019  | Люксембург    | Люксембург  | 1 – 3                   | Сербія      | Відбір до ЧЄ 2020                    | 2    | 29'       |
| 10-10-2019 | Крушеваць     | Сербія      | 1 – 0                   | Парагвай    | товариський матч                     | 1    |           |
| 14-10-2019 | Вільнюс       | Литва       | 1 – 2                   | Сербія      | Відбір до ЧЄ 2020                    | 2    |           |
| 14-11-2019 | Белград       | Сербія      | 3 – 2                   | Люксембург  | Відбір до ЧЄ 2020                    | 2    |           |
| 17-11-2019 | Белград       | Сербія      | 2 – 2                   | Україна     | Відбір до ЧЄ 2020                    | 1    |           |
| 3-9-2020   | Москва        | Росія       | 3 – 1                   | Сербія      | Ліга націй УЄФА 2020—2021 - 1-й етап | 1    |           |
| 6-9-2020   | Белград       | Сербія      | 0 – 0                   | Туреччина   | Ліга націй УЄФА 2020—2021 - 1-й етап | -    |           |
| 8-10-2020  | Осло          | Норвегія    | 1 – 2 д.ч.              | Сербія      | Відбір до ЧЄ 2020                    | -    |           |
| 14-10-2020 | Стамбул       | Туреччина   | 2 – 2                   | Сербія      | Ліга націй УЄФА 2020-2021 - 1-й етап | 1    | 77'       |
| 12-11-2020 | Белград       | Сербія      | 1 – 1 д.ч. (4 – 5 п.п.) | Шотландія   | Відбір до ЧЄ 2020                    | -    |           |
| 18-11-2020 | Белград       | Сербія      | 5 – 0                   | Росія       | Ліга націй УЄФА 2020-2021 - 1-й етап | -    | кап. 82'  |
| 24-3-2021  | Белград       | Сербія      | 3 – 2                   | Ірландія    | Відбір до ЧС 2022                    | 2    | 63'       |
| 27-3-2021  | Белград       | Сербія      | 2 – 2                   | Португалія  | Відбір до ЧС 2022                    | 1    | 85' 87'   |
| 30-3-2021  | Баку          | Азербайджан | 1 – 2                   | Сербія      | Відбір до ЧС 2022                    | 2    | 86'       |
| 4-9-2021   | Белград       | Сербія      | 4 – 1                   | Люксембург  | Відбір до ЧС 2022                    | 2    | 83'       |
| 7-9-2021   | Дублін        | Ірландія    | 1 – 1                   | Сербія      | Відбір до ЧС 2022                    | -    |           |
| 9-10-2021  | Люксембург    | Люксембург  | 0 – 1                   | Сербія      | Відбір до ЧС 2022                    | -    | 87'       |
| 12-10-2021 | Белград       | Сербія      | 3 – 1                   | Азербайджан | Відбір до ЧС 2022                    | -    | 65'       |
| 14-11-2021 | Лісабон       | Португалія  | 1 – 2                   | Сербія      | Відбір до ЧС 2022                    | 1    | 46' 90+1' |
| 24-3-2022  | Будапешт      | Угорщина    | 0 – 1                   | Сербія      | товариський матч                     | -    |           |
| 29-3-2022  | Копенгаген    | Данія       | 3 – 0                   | Сербія      | товариський матч                     | -    | 62'       |
| 2-6-2022   | Белград       | Сербія      | 0 – 1                   | Норвегія    | Ліга націй УЄФА 2022-2023 - 1-й етап | -    | 61'       |
| 5-6-2022   | Белград       | Сербія      | 4 – 1                   | Словенія    | Ліга націй УЄФА 2022-2023 - 1-й етап | 1    | 23' 81'   |
| 12-6-2022  | Любляна       | Словенія    | 2 – 2                   | Сербія      | Ліга націй УЄФА 2022-2023 - 1-й етап | 1    |           |
| 24-9-2022  | Белград       | Сербія      | 4 – 1                   | Швеція      | Ліга націй УЄФА 2022-2023 - 1º етап  | 3    | 72'       |
| 27-9-2022  | Осло          | Норвегія    | 0 – 2                   | Сербія      | Ліга націй УЄФА 2022-2023 - 1º етап  | 1    | 90+3'     |
| 24-11-2022 | Лусаїл        | Бразилія    | 2 – 0                   | Сербія      | ЧС 2022 - груповий етап              | -    | 84'       |
| 28-11-2022 | Ель-Вакра     | Сербія      | 3 – 3                   | Камерун     | ЧС 2022 - груповий етап              | 1    |           |
| 2-12-2022  | Доха          | Сербія      | 2 – 3                   | Швейцарія   | ЧС 2022 - груповий етап              | 1    | 82'       |
| 24-3-2023  | Белград       | Сербія      | 2 – 0                   | Литва       | Відбір до ЧЄ 2024                    | -    | 81'       |
| 27-3-2023  | Подгориця     | Чорногорія  | 0 – 2                   | Сербія      | Відбір до ЧЄ 2024                    | -    | 85'       |
| 7-9-2023   | Белград       | Сербія      | 1 – 2                   | Угорщина    | Відбір до ЧЄ 2024                    | -    |           |
| 10-9-2023  | Каунас        | Литва       | 1 – 3                   | Сербія      | Відбір до ЧЄ 2024                    | 3    | 72'       |
| 14-10-2023 | Будапешт      | Угорщина    | 2 – 1                   | Сербія      | Відбір до ЧЄ 2024                    | -    | cap.      |
| 17-10-2023 | Белград       | Сербія      | 3 – 1                   | Чорногорія  | Відбір до ЧЄ 2024                    | 2    |           |
| 15-11-2023 | Левен         | Бельгія     | 1 – 0                   | Сербія      | товариський матч                     | -    | 67'       |
| 19-11-2023 | Лесковац      | Сербія      | 2 – 2                   | Болгарія    | Відбір до ЧЄ 2024                    | -    | 85'       |
| Усього     |               | Матчів      | 87                      |             | Голів                                | 57   |           |

## Титули і досягнення

### Командні
- Чемпіон Сербії (1):

«Партизан»: 2012–13
- Чемпіон Бельгії (1):

«Андерлехт»: 2013–14
- Володар Суперкубка Бельгії (1):

«Андерлехт»: 2014
- Чемпіон Європи (U-19): 2013

### Особисті
- У символічній збірній  сербської Суперліги: 2012–13[20]
- Найкращий гравець юнацького чемпіонату Європи: 2013[21]
- У символічній збірній юнацького чемпіонату Європи: 2013[22]
- Найкращий бомбардир чемпіонату Бельгії: 2014–15 (20 голів)[23]
- Гравець місяця англійського Чемпіоншипу: березень 2018,[24] квітень 2018[25]